# 涙/夢
「涙/夢」（なみだ/ゆめ）は、FUNKY MONKEY BABYSの12作目のシングル。ドリーミュージックより2010年1月27日に両A面シングルとして発売された。

## 概要
『ファンキーモンキーベイビーズBEST』の先行シングル。両曲ともユーキャン2010年キャンペーンソング。初回限定盤のジャケットには、CMに出演している蒼井優・佐藤隆太・はんにゃ・貫地谷しほり・富田靖子を起用し、5パターンのジャケットでのリリースとなる。同一内容が複数のパターンでリリースされるのはこれが初となる（前作「ヒーロー/明日へ」の初回限定盤は、収録順と内容が異なる）。「涙」のPVには、通常盤のジャケットに起用された貫地谷しほりが出演し、竹財輝之助と共演している。

## 収録曲

### 通常盤
ジャケットは貫地谷しほり。
1. 涙
  - 作詞・作曲：FUNKY MONKEY BABYS・平義隆 / 編曲：soundbreakers

ユーキャン2010年キャンペーンソング
2. 夢
  - 作詞：FUNKY MONKEY BABYS / 作曲：FUNKY MONKEY BABYS・田中隼人 / 編曲：田中隼人

ユーキャン2010年キャンペーンソング
奈良テレビ「ドラマティックナイン」2010年度オープニングテーマ
3. 涙（instrumental）
4. 夢（instrumental）

### 初回限定盤
ジャケットは蒼井優・佐藤隆太・はんにゃ・貫地谷しほり・富田靖子の5パターン（収録内容はすべて同じ）。
1. 涙
2. 夢
3. 涙（instrumental）
4. 夢（instrumental）

DVD
- 「涙」PV

## カバー
- ミナ・ガーナ（2010年のアルバム『空色コンガ』に収録）
- かりゆきまい（2011年のアルバム『COVER STORY』に収録）